# Middleton (Lancashire)
Middleton is een civil parish in het bestuurlijke gebied Lancaster, in het Engelse graafschap Lancashire met 705 inwoners.